# Togarma
 (août 2024).
Si vous disposez d'ouvrages ou d'articles de référence ou si vous connaissez des sites web de qualité traitant du thème abordé ici, merci de compléter l'article en donnant les références utiles à sa vérifiabilité et en les liant à la section « Notes et références ».
Togarma (en hébreu : תֹגַרְמָה, en arménien : Թորգոմ, en géorgien : თარგამოს, et en ingouche : ТIаргам), également connu sous le nom de Thargamos, est un patriarche biblique.
Selon la Bible, Togarma est le troisième fils de Gomère, fils aîné de Japhet. Togarma a deux frères : Ashkenaz et Riphath.

## Biographie

### Sources bibliques
Il est le père de Haïk, ancêtre des Arméniens, de Kavkaz ancêtre du peuple Vainakh c'est-à-dire les tchétchènes et les ingouches, et de Karthlos, ancêtre des Géorgiens. Toutefois, certains auteurs géorgiens du Moyen Âge lui attribuent d'autres fils : Bardos, Movakos, Lekos, Heros et Egros. Ils seraient selon eux les ancêtres des tribus géorgiennes.

### Sources historiques
Selon des sources cunéiformes assyriennes, on trouve le nom de la ville de Tegarama et de la tribu des « Tilgarmmu » située dans la partie orientale de l'Asie Mineure, dans la vallée du cours supérieur de l'Euphrate (en hébreu : בֵּית תּוֹגַרְמָה / Beth Togarma). Dans la littérature juive de la fin du Moyen Âge, le nom de Togarma est utilisé pour désigner le territoire actuel de l'est de la Turquie anciennement connu comme Arménie occidentale.

## Famille

### Mariage et enfants
De son mariage avec une femme inconnue, il eut huit enfants :
- Haïk, patriarche des arméniens
- Karthlos, patriarche des géorgiens
- Bardos (ka), patriarche des peuples de l'Albanie du Caucase
- Movakos
- Lekos (en), patriarche des laks
- Heros
- Kavkaz (en), patriarche des peuples vainakhs (tchétchènes, ingouches)
- Egros

## Galerie

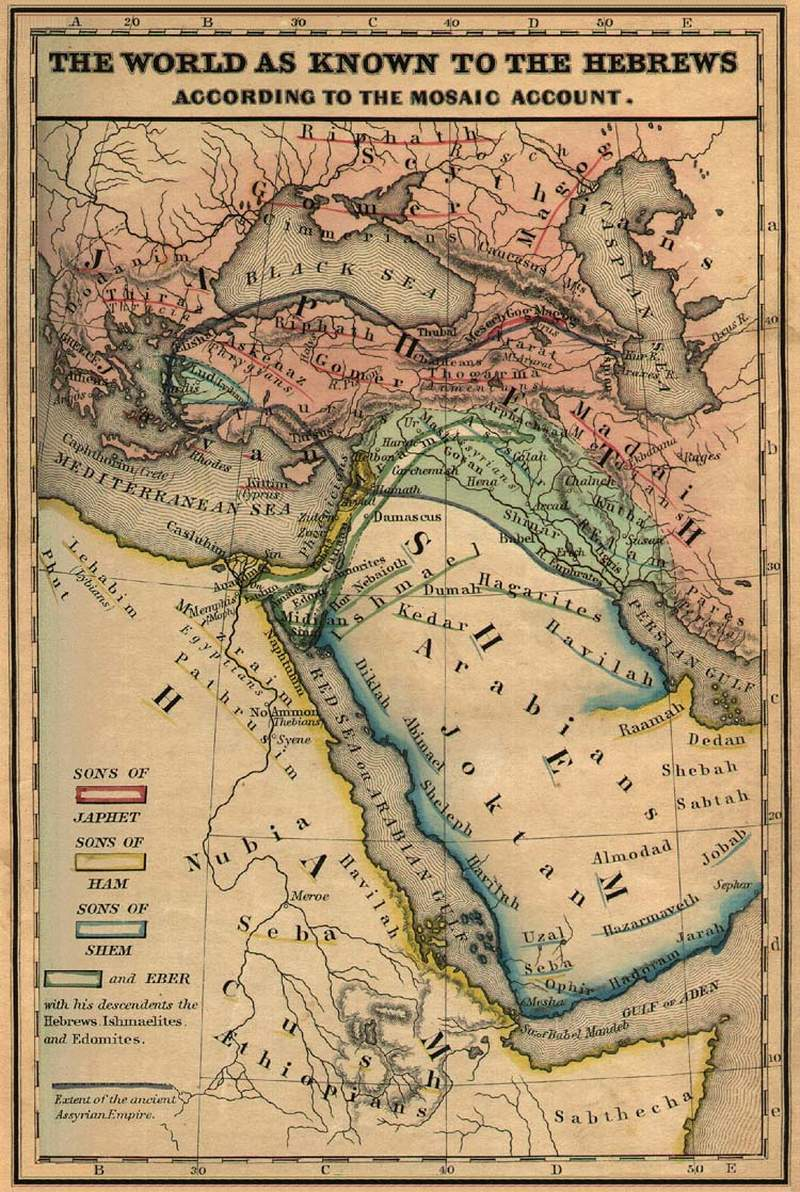
Descendants des trois fils de Noé